# Dragon Ball (Anime)
Dragon Ball (jap. ドラゴンボール, Doragon Bōru) ist die erste von drei Fernsehserien, die auf dem gleichnamigen Manga von Akira Toriyama basieren. Für die Erstausstrahlung im japanischen Fernsehen auf dem Fernsehsender Fuji TV vom 26. Februar 1986 bis 12. April 1989 wurden vom Animationsstudio Toei insgesamt 153 Episoden produziert, die weltweit exportiert und durch eine angepasste Synchronisation in lokalen Fernsehstationen ausgestrahlt wurden. Zusätzlich zu der Fernsehserie wurden noch vier Kinofilme produziert.
Die Handlung wird in der Fernsehserie Dragon Ball Z fortgesetzt, die ebenfalls auf dem Manga basiert.

## Handlung
Bis auf einige „Filler-Episoden“ (Füllepisoden) orientiert sich die Handlung weitestgehend an der Originalgeschichte des Mangas. Die 153 Episoden werden üblicherweise in drei Sagas aufgeteilt:
Pilaw-Saga (Episoden 1–32)
Die ersten Episoden thematisieren den Wettstreit mit Prinz Pilaw um die Dragon Balls.
Red-Ribbon-Saga (Episoden 33–99)
In diesem Abschnitt der Geschichte bekämpft Son Goku die Red-Ribbon-Armee. In einigen Episoden haben Charaktere aus der ebenfalls von Toriyama stammenden Anime-Serie Dr. Slump einen Cameo-Auftritt.
Piccolo-Saga (Episoden 100–153)
Die Piccolo-Saga behandelt die Geschichte ab dem Auftauchen des Oberteufels Piccolo bis zum Finale des 23. Tenkaichi Budokai.

## Produktionsinformationen
Alle Episoden der Serie entstanden unter der Regie von Daisuke Nishio nach den Drehbüchern von Takao Koyama, der sich weitestgehend an die Manga-Vorlage von Akira Toriyama hielt. Die Entwürfe für die Charaktere lieferte Akira Toriyama selbst in Zusammenarbeit mit Minoru Maeda.
Die Vor- und Abspannmelodien mit den Titeln „Makafushigi Adobenchā!“ (摩訶不思議アドベンチャー!), für den Vorspann und „Romantikku Ageru Yo“ (ロマンティックあげるよ) für den Abspann, wurden in zwei bzw. vier Ausführungen von Kohei Tanaka arrangiert und von Takeshi Ike komponiert. Den von Yuriko Mori geschriebenen Liedtext sang Hiroki Takahashi im Vorspann, während der Abspann von Ushio Hashimoto gesungen wurde.

## Veröffentlichungen
Die von Toei Animation produzierten Episoden wurden zunächst ab dem 26. Februar 1986 im wöchentlichen Turnus auf dem japanischen Fernsehsender Fuji TV ausgestrahlt, wo sie bis zum 12. April 1989 im Programm blieben. Mit dem Ende der Serie übernahm das Sequel den Sendeplatz, doch bereits vor dem Ende kam diese nach Europa und wurde ab dem 3. März 1988 in Frankreich auf dem Sender TF1 mit französischen Dialogen synchronisiert gekürzt ausgestrahlt. Weiterhin war die Serie in Belgien, Griechenland, Italien, Spanien und Polen, aber auch außerhalb Europas in Argentinien, Brasilien, Costa Rica, Thailand, den USA und weiteren Ländern zu sehen.
Mit dem Erfolg in Japan kam die Serie 1988 durch den Lizenznehmer AB Distribution nach Frankreich, wo man die Serie u. a. durch die Erstellung eines neuen verkürzten Intros und Abspannes auf etwa 20 von ursprünglich 25 Minuten pro Episode kürzte, auf Französisch übersetzte und vom Studio SOFI synchronisiert wurde. Dennoch wurden einige Episoden seitens des französischen Lizenznehmers nachträglich gekürzt, was vor allem vermeintlich obszöne Szenen betraf. Der Fernsehsender RTL II erwarb 1999 die deutschsprachigen Ausstrahlungsrechte und startete die Ausstrahlung der Serie mit den bereits fertig geschnittenen französischen Bändern, aber mit deutschsprachigen Dialogen ab dem 30. August des Jahres. Allerdings gab es zusätzliche Kürzungen seitens RTL II in den Episoden 1 und 4 bis 7. Eine deutsche Fassung, die nach wie vor die französischen Bearbeitungen beinhaltete, wurde ab Juni 2007 bis Episode 109 auf dem Sender Animax ausgestrahlt. Eine Wiederholung der Fernsehserie bei RTL II im April 2023 konnte zunächst eine Einschaltquote von 5,3 % bis 6,4 % unter den 14- bis 49-Jährigen erzielen. Später fiel die Quote auf 3,2 % der Zielgruppe und 1,0 % insgesamt und die Serie wurde schließlich zu Ende September 2023 abgesetzt.

### Synchronisation
Die deutsche Fassung der Serie wurde durch Splendid Synchron GmbH unter der Regie von Cay-Michael Wolf und Charlotte Luise Brings produziert. Die drei Filme zur Serie wurden wie schon Dragon Ball Z bei der MME Studios GmbH in Berlin produziert.
| Rolle                         | Japanischer Sprecher (Seiyū) | Deutscher Sprecher (Serie)                        | Deutscher Sprecher (Filme) |
| ----------------------------- | ---------------------------- | ------------------------------------------------- | -------------------------- |
| Son-Goku (Kind)               | Masako Nozawa                | Corinna Dorenkamp (Kind) Frank Schaff (Erwachsen) | Ann Vielhaben (Kind)       |
| Bulma                         | Hiromi Tsuru                 | Katja Liebing                                     | Sonja Spuhl                |
| Prinz Pilaw                   | Shigeru Chiba                | Heinz Baumeister                                  | Gabriele Schramm           |
| Mai                           | Eiko Hisamura                | Brit Gülland                                      | Nadja Diek                 |
| Shu                           | Tesshō Genda                 | Hans Bayer                                        | Frank Schröder             |
| Schildkröte                   | Daisuke Gōri                 | Karin Buchali                                     | Matthias Klages            |
| Muten-Roshi                   | Kōhei Miyauchi               | Heinz Ostermann                                   | Karl Schulz                |
| Oolong                        | Naoki Tatsuta                | Gregor Höppner                                    | Bernhard Völger            |
| Yamchu                        | Tōru Furuya                  | Andreas Meese                                     | Karlo Hackenberger         |
| Pool                          | Naoko Watanabe               | Frauke Poolman                                    | Viktoria Voigt             |
| Rinderteufel                  | Daisuke Gōri                 | Reinhard Schulat-Rademacher                       | –                          |
| Chichi                        | Mayumi Shō                   | Ilya Welter                                       | –                          |
| Shenlong                      | Kenji Utsumi                 | Karlheinz Tafel                                   | Wolfgang Ziffer            |
| Kuririn                       | Mayumi Tanaka                | Norman Matt                                       | Wanja Gerick               |
| Lunch                         | Mami Koyama                  | Luise Brings                                      | Sabine Winterfeldt         |
| Ansager des Tenkaichi Budokai | Kenji Utsumi                 | Renier Baaken                                     | Tom Deininger              |
| Oberst Silver                 | Banjō Ginga                  | Stephan Schleberger                               | –                          |
| Ninja Lila                    | Takeshi Aono                 | Volker Wolf                                       | –                          |
| General White                 | Tesshō Genda                 | Jürg Löw                                          | –                          |
| General Blue                  | Toshio Furukawa              | Markus Pfeiffer                                   | Thomas Schmuckert          |
| Adjutant Black                | Masaharu Satō                | Claudius Zimmermann                               | –                          |
| Kommandant Red                | Kenji Utsumi                 | Peter Harting                                     | –                          |
| Tao Bai Bai                   | Chikao Ōtsuka                | Rolf Berg                                         | Klaus Lochthove            |
| Upa                           | Mitsuko Horie                | Maximiliane Häcke                                 |                            |
| Bora                          | Banjō Ginga                  | Matthias Haase                                    | Frank Muth                 |
| Meister Quitte                | Ichirō Nagai                 | Karlheinz Tafel                                   | Kaspar Eichel              |
| Uranai Baba                   | Junpei Takiguchi             | Karyn von Ostholt-Haas                            | –                          |
| Tenshinhan                    | Hirotaka Suzuoki             | Vittorio Alfieri                                  | Julien Haggège             |
| Chao-Zu                       | Hiroko Emori                 | Markus Pfeiffer                                   | Julia Blankenburg          |
| Herr der Kraniche             | Ichirō Nagai                 | Viktor Weiss                                      | Michael Pan                |
| Oberteufel Piccolo            | Takeshi Aono                 | Jürg Löw                                          | –                          |
| Yajirobi                      | Mayumi Tanaka                | Stephan Schleberger                               | Eberhard Prüter            |
| Gott                          | Takeshi Aono                 | Jürg Löw                                          | –                          |
| Piccolo                       | Toshio Furukawa              | Roman Rossa                                       | –                          |
| Erzähler                      | Jōji Yanami                  | Josef Tratnik                                     | Roland Hemmo               |

Im Zuge der Übersetzungen wurden beide Fassungen des japanischen Intros Makafushigi Adobenchā! (摩訶不思議アドベンチャー!) – zu deutsch „Mystisches Abenteuer“ (gesungen von Hiroki Takahashi) – durch den Titel Das Geheimnis der Dragon Balls (gesungen von Renate Haßlberger) ersetzt. Zu dem deutschsprachigen Titellied wurde außerdem ein dreiminütiges Musikvideo mit der Sängerin produziert.
In den Folgen 1 bis 53 der deutschen Fassung wurden zahlreiche Begriffe eingedeutscht. So nennt sich die Kampftechnik Kamehame-Ha zu Anfang der Animeserie noch „Schockwelle der alten Ahnen“, Son-Gokus Jindujun wurde „Überschallwolke“ genannt. Erst ab Folge 54 kehrte man zu den japanischen Originalbegriffen zurück und hielt sich weniger an die französische Vorlage.
In der deutschen Fassung hat die Schildkröte (jap. 亀, kame) einen weiblichen Synchronsprecher, in der japanischen beziehungsweise englischen Version hingegen einen männlichen.

### Deutsche DVD und Blu-Ray-Veröffentlichung
Kazé Deutschland veröffentlichte die Serie ab Frühjahr 2012 in 6 DVD Boxen. Die erste Box ist am 27. April 2012 erschienen und die weiteren Boxen folgten im 2-Monats-Rhythmus. Sie enthält keine japanische Originalfassung mit Untertiteln.
| DVD-Name | Episoden | Disks | VÖ-Datum          | Zusätzliche Informationen |
| -------- | -------- | ----- | ----------------- | --- |
| Box 1    | 28       | 5     | 27. April 2012    | Enthält die ersten 28 Episoden der Serie: - Die komplette Prinz Pilaw-Saga - Die komplette Das 21. große Turnier-Saga                           |
| Box 2    | 29       | 5     | 29. Juni 2012     | Enthält die Episoden 29 bis 57 der Serie: - Die komplette Red Ribbon Armee-Saga - Die komplette General Blue-Saga                               |
| Box 3    | 26       | 5     | 31. August 2012   | Enthält die Episoden 58 bis 83 der Serie: - Die komplette Tao Baibai-Saga - Die komplette Uranai Baba-Saga - Die komplette Son Gokus Reise-Saga |
| Box 4    | 18       | 4     | 2. November 2012  | Enthält die Episoden 84 bis 101 der Serie: - Die komplette Das 22. große Turnier-Saga                                                           |
| Box 5    | 21       | 4     | 14. Dezember 2012 | Enthält die Episoden 102 bis 122 der Serie - Die komplette Oberteufel Piccolo-Saga                                                              |
| Box 6    | 31       | 6     | 22. Februar 2013  | Enthält die Episoden 123 bis 153 der Serie - Die komplette Das 23. große Turnier-Saga - Die komplette Eisland-Saga                              |

Ab Januar 2023 begann Crunchyroll die Serie in mehreren Boxen auf Blu-Ray zu veröffentlichen.
| Blu-Ray-Name | Episoden | Disks | VÖ-Datum         | Zusätzliche Informationen |
| ------------ | -------- | ----- | ---------------- | --- |
| Box 1        | 28       | 3     | 12. Januar 2023  | Enthält die ersten 28 Episoden der Serie: - Die komplette Prinz Pilaw-Saga - Die komplette Das 21. große Turnier-Saga                           |
| Box 2        | 29       | 3     | 21. April 2023   | Enthält die Episoden 29 bis 57 der Serie: - Die komplette Red Ribbon Armee-Saga - Die komplette General Blue-Saga                               |
| Box 3        | 26       | 3     | 16. Juni 2023    | Enthält die Episoden 58 bis 83 der Serie: - Die komplette Tao Baibai-Saga - Die komplette Uranai Baba-Saga - Die komplette Son Gokus Reise-Saga |
| Box 4        | 18       | 3     | 20. Oktober 2023 | Enthält die Episoden 84 bis 101 der Serie: - Die komplette Das 22. große Turnier-Saga                                                           |
| Box 5        | 21       | 3     | 22. März 2024    | Enthält die Episoden 102 bis 122 der Serie - Die komplette Oberteufel Piccolo-Saga                                                              |
| Box 6        | 31       | 4     | 21. Juni 2024    | Enthält die Episoden 123 bis 153 der Serie - Die komplette Das 23. große Turnier-Saga - Die komplette Eisland-Saga                              |

## Filme
Wie zu Dragon Ball Z wurden auch zur Serie Dragon Ball Kinofilme produziert: Die Legende von Shenlong, Das Schloss der Dämonen, Son-Gokus erstes Turnier und Der Weg zur Macht. Sie stellen eine alternative Handlung zum Manga beziehungsweise zur Fernsehserie dar und sind keine neuen, weiterführende Geschichten. Drei dieser Dragon-Ball-Filme erschienen ebenfalls als Anime-Comic bei Carlsen Manga.
Die ersten drei Dragon-Ball-Filme erschienen in Deutschland, Österreich und der Schweiz zuerst bei Polyband mit deutscher Synchronisation. Am 30. September 2011 hat Anime-Label Kazé Deutschland die ersten drei Filme mit deutscher Synchronisation und den bisher unveröffentlichten vierten Film als Originalfassung mit Untertiteln in einer Komplett-Box auf DVD veröffentlicht. Die Untertitel der ersten drei Filme wurden von Kazé komplett neu übersetzt.